# Kie Kusakabe
Kie Kusakabe, född den 11 oktober 1978 i Fukuoka i Japan, är en japansk judoutövare.
Hon tog OS-brons i damernas lättvikt i samband med de olympiska judotävlingarna 2000 i Sydney.